# S-Bahn Oberösterreich
Az S-Bahn Oberösterreich egy S-Bahn hálózat Felső-Ausztriában. A hálózaton a forgalom 2016. december 31-én indult meg, jelenleg öt vonalból áll, melyen 62 állomás és megálló található. A tervek között további két vonal megnyitása is szerepel.

## Vonalak
Az S-Bahn vonalai normál nyomtávolságúak és végig villamosítottak 15 kV 16,7 Hz-cel vagy 750 V egyenárammal. A vonatok ütemesen járnak a jelenleg 172 km-es hálózaton.
2016 december 31-től:
| Járat                 | Útvonal                                                  | Vasútvonal              | Üzemeltető | Járművek                           | Hossz     |
| --------------------- | -------------------------------------------------------- | ----------------------- | ---------- | ---------------------------------- | --------- |
| S-Bahn Oberösterreich | Linz Hbf — Enns — St. Valentin — Steyr — Garsten         | Westbahn és Rudolfsbahn | ÖBB        | ÖBB 4024 sorozat, ÖBB 4746 sorozat | kb. 47 km |
| S-Bahn Oberösterreich | Linz Hbf — Wels Hbf                                      | Westbahn                | ÖBB        | ÖBB 4024 sorozat, ÖBB 4746 sorozat | kb. 24 km |
| S-Bahn Oberösterreich | Linz Hbf — Pregarten                                     | Summerauer Bahn         | ÖBB        | ÖBB 4024 sorozat, ÖBB 4746 sorozat | kb. 26 km |
| S-Bahn Oberösterreich | Linz Hbf — Traun — Kremsmünster — Kirchdorf an der Krems | Pyhrnbahn               | ÖBB        | ÖBB 4024 sorozat, ÖBB 4746 sorozat | kb. 51 km |
| S-Bahn Oberösterreich | Linz Hbf — Eferding                                      | Linzer Lokalbahn        | StH        | Stadler GTW                        | kb. 24 km |

További két S-Bahn járat indítását is tervezik a jövőben:
- Mühlkreisbahn: Linz Hbf – Rottenegg
- Stadt-Regio-Tram Linz: Linz Hbf – Gallneukirchen – Pregarten